# Ctenicera bosnica
Ctenicera bosnica là một loài bọ cánh cứng trong họ Elateridae. Loài này được Apfelbeck miêu tả khoa học năm 1894.